# Lutherkirche (Kiel)

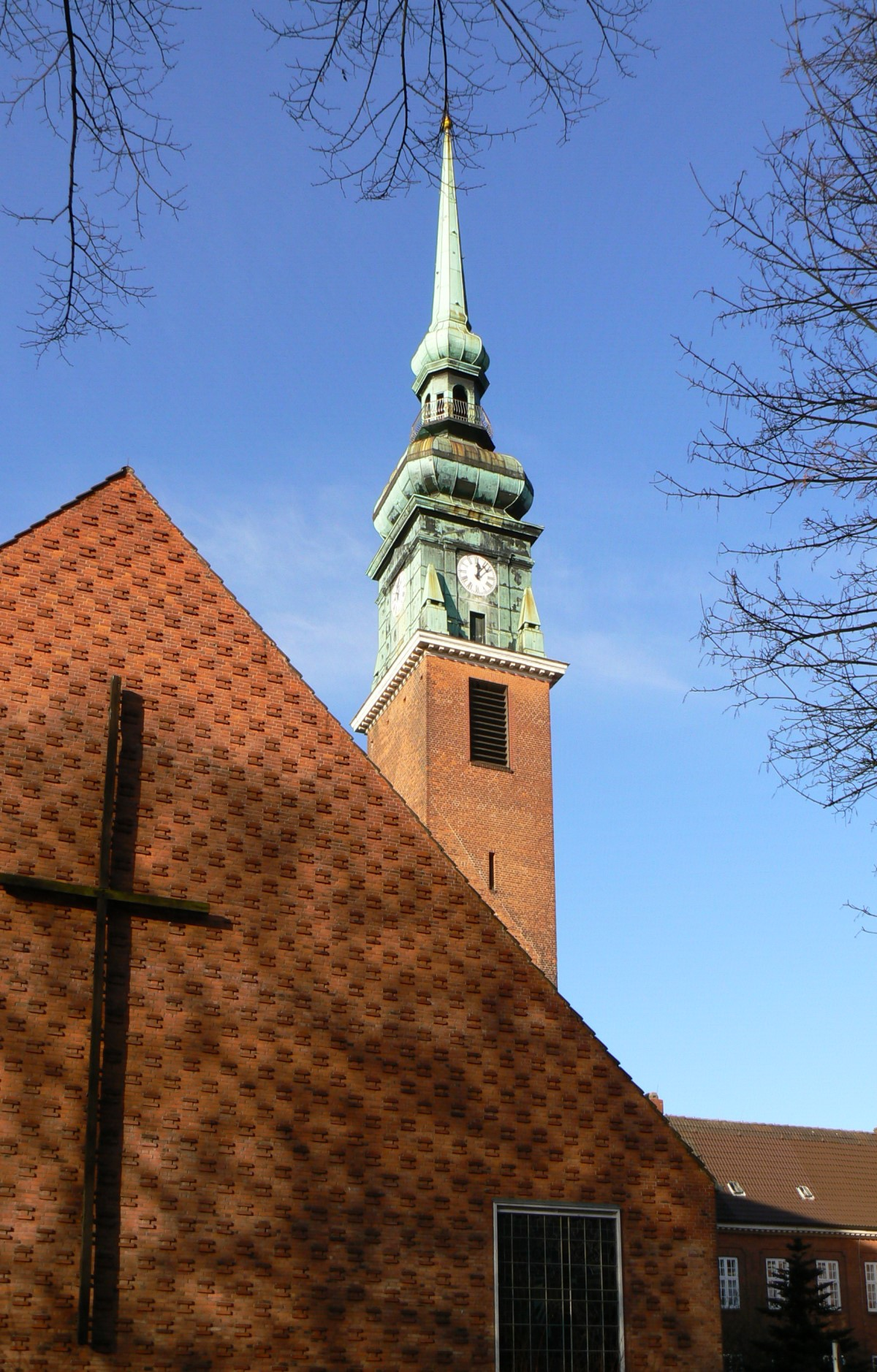
Lutherkirche in Kiel

Die heutige Lutherkirche ist der Nachfolgebau für das am 4. April 1945 bei einem Luftangriff zerstörte Gemeindezentrum der evangelischen Luther-Gemeinde am Schrevenpark in Kiel. Sie gehört zur evangelisch-lutherischen Luthergemeinde innerhalb der Nordkirche.

## Geschichte

### Vorgängerbau
Den ursprünglichen Kirchenbau an dieser Stelle bildete ein Gemeindezentrum, das in den Jahren 1910 bis 1912 nach den Plänen des Architekten Wilhelm Voigt erbaut wurde. Als vornehmes Gebäudeensemble, bestehend aus dem Kirchenbau mit darunter liegendem Gemeindesaal sowie zwei Räumen für die Konfirmandenarbeit, einer Küster- und einer Schwesterwohnung und zwei Pastorenwohnungen, wurden Formen der schleswig-holsteinischen Gutsarchitektur des ausgehenden 18. Jahrhunderts aufgenommen. Als einziges Beispiel in Kiel entsprach der Gottesdienstraum ganz den Forderungen des Wiesbadener Programmes: Die Gemeinde war in dem hellen weiten Saal mit dreiseitiger Emporenanordnung um den Altar und die hinter ihm gestellte Kanzel gruppiert. Hinter der Altar-Kanzel-Gruppe endete der Raum mit einer bühnenartigen Estrade für den Chor und die große Orgel.
Nach der Grundsteinlegung am 9. Oktober 1910 unter dem Psalmwort „Wo der Herr nicht das Haus baut, da arbeiten umsonst, die daran bauen“ (Ps 127,1) wurde die Kirche bereits am 12. März 1912 durch den Generalsuperintendenten Theodor Kaftan feierlich eingeweiht.

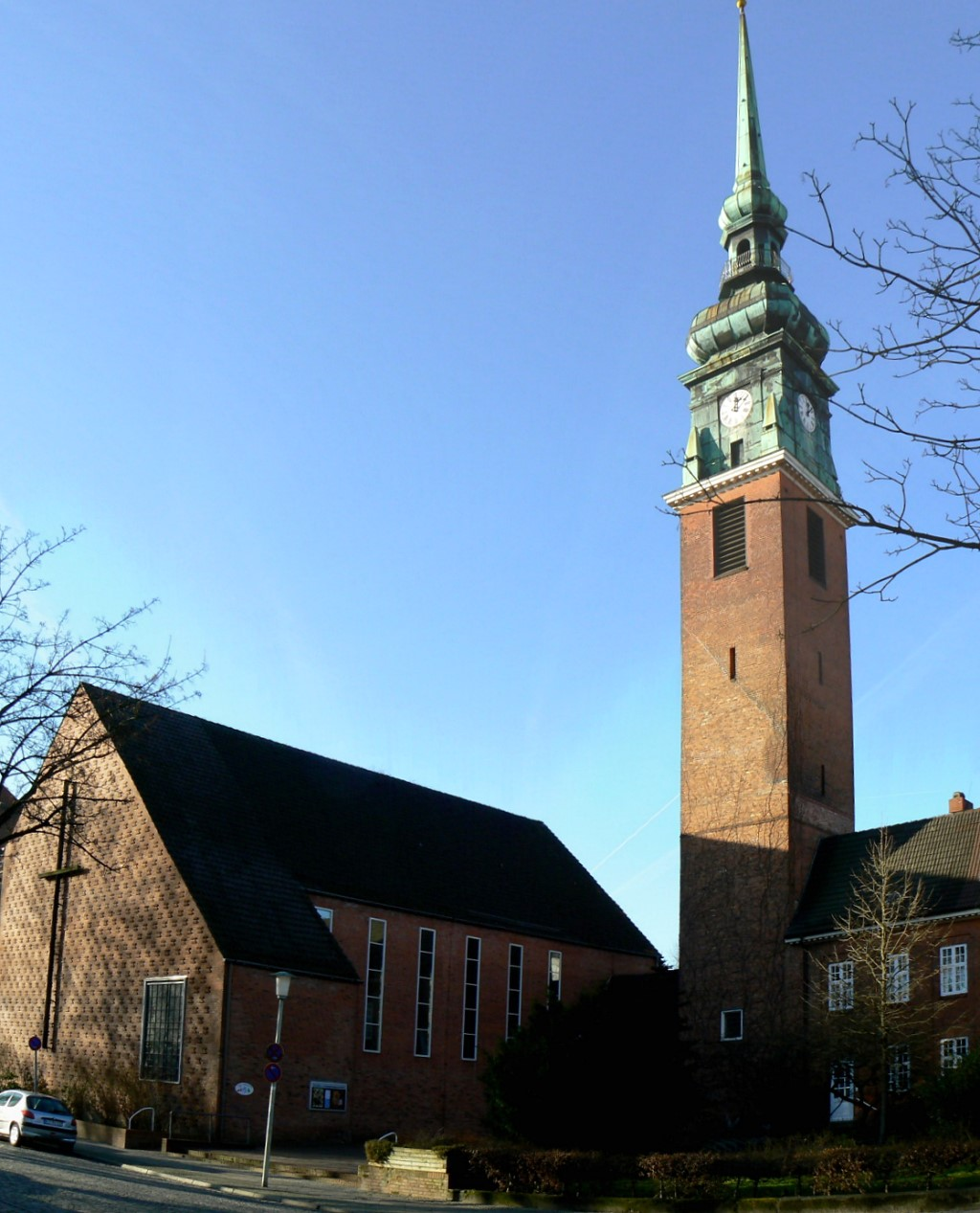
Lutherkirche (Blickrichtung: Westen)

### Zerstörung und Wiederaufbau
Im Zweiten Weltkrieg wurde die Lutherkirche am 4. April 1945 zerstört. Nur der Kirchturm war weitgehend unbeschädigt und wurde von der Gemeinde als Hoffnungszeichen in der Kriegszeit gesehen.
Direkt nach Ende des Krieges wurde mit den Aufräumungs- und Aufbauarbeiten um das ehemalige Gemeindezentrum der Luther-Gemeinde begonnen. Durch den Einsatz des Kirchenvorstands und der Pastoren kam es zum Wiederaufbau der Lutherkirche. Der Neubau der Lutherkirche fand von 1956 bis 1958 nach Plänen der Architekten Peter Neve und Klaus von Spreckelsen statt, wobei der Hamburger Architekt Peter Neve auch die Bauausführungen leitete. Die Grundsteinlegung am 1. Dezember 1957 stand wieder unter dem Wort des ersten Kirchbaus „Wo der Herr nicht das Haus baut, da arbeiten umsonst, die daran bauen“ (Ps 127,1). Am 9. November 1958 wurde die neuerrichtete Lutherkirche von Bischof Wilhelm Halfmann unter großem öffentlichem Interesse eingeweiht.

## Innenraum und Ausstattung

### Wandmosaik in der Eingangshalle
In der Eingangshalle ist als Mahnmal für die Toten und Gefallenen des Zweiten Weltkrieges ein 4,20 m langes und 2,70 m breites Mosaik angebracht. Es zeigt in abstrakter Weise eine durch den Bombenkrieg in Schutt und Asche gelegte Stadt und wurde von Gerhard Hurte entworfen.

### Kreuz
Das – von den Lindenholzskulpturen eingerahmte – weiße Altarkreuz korrespondiert mit dem straßenseitig an der äußeren Giebelfassade angebrachten dunkel lackierten Holzkreuz (zehneinhalb Meter hoch und vier Meter breit).

### Lindenholzskulpturen
Eine Besonderheit der Lutherkirche sind die raumgreifenden Lindenholzskulpturen des polnischen Künstlers Ryszard Zając, die das Altarbild je nach Kirchenjahreszeit bestimmen. In der Weihnachtszeit sind dies die Darstellungen Maria mit dem Jesuskinde und Joseph sowie in der übrigen Zeit Skulpturen des Mose und des verlorenen Sohnes. Als Ordinarium hängt neben der Kanzel seit 1994/95 eine Lutherrose, ebenfalls als Lindenholzskulptur.

### Glasfenster
In der Südwand des Langhauses der Lutherkirche befinden sich sechs Buntglasarbeiten von Gerhard Hurte.
Die einzelnen Fenster sind jeweils 87 cm breit und 99 cm hoch. Sie wurden 1963 zum Teil gestiftet und zum Teil aus Mitteln des Kirchbauvereins finanziert und stellen christliche Symbole dar:
- Die Gesetzestafeln
- Die Krippe und der Stern
- Der Fisch
- Der Kelch und das Brot
- Das Feuer
- Das Kreuz, der Anfang und das Ende

### Orgel
Die Kirche besitzt seit 1959 eine Orgel der Firma Detlef Kleuker. Das mechanische Schleifladen-Instrument besitzt 28 Register verteilt auf drei Manuale und Pedal. Die Disposition ist wie folgt:
| I Hauptwerk C–g3 |                 |       |
| 1.               | Quintade        | 16′   |
| 2.               | Prinzipal       | 8′    |
| 3.               | Rohrflöte       | 8′    |
| 4.               | Oktave          | 4′    |
| 5.               | Waldflöte       | 2′    |
| 6.               | Rauschpfeife II | 2 ⁄3′ |
| 7.               | Mixtur VI       | 1 ⁄3′ |
| 8.               | Trompete        | 8′    |

| II Oberwerk C–g3 |                       |        |
| 9.               | Koppelflöte           | 8′     |
| 10.              | Italienisch Prinzipal | 4′     |
| 11.              | Schwegel              | 2′     |
| 12.              | Oktave                | 1′     |
| 13.              | Terzian II            | 1 3⁄5′ |
| 14.              | Scharff IV            |        |
| 15.              | Rohrschalmey          | 8′     |
|                  | Tremulant             |        |

| III Brustwerk C–g3 |            |       |
| 16.                | Gedackt    | 8′    |
| 17.                | Rohrflöte  | 4′    |
| 18.                | Prinzipal  | 2′    |
| 19.                | Quinte     | 1 ⁄3′ |
| 20.                | Zimbel III |       |
| 21.                | Regal      | 8′    |
|                    | Tremulant  |       |

| Pedalwerk C–f1 |               |     |
| 22.            | Prinzipal     | 16′ |
| 23.            | Subbaß        | 16′ |
| 24.            | Gemshorn      | 8′  |
| 25.            | Hohlflöte     | 4′  |
| 26.            | Hintersatz IV |     |
| 27.            | Posaune       | 16′ |
| 28.            | Klarine       | 4′  |

- Koppeln: II/I, III/I, I/P, II/P

## Glocken
Im Turm der Lutherkirche befinden sich zwei Läuteglocken die im Jahre 1963 von Friedrich Wilhelm Schilling in Heidelberg gegossen wurden. Die Glocken besitzen die Schlagtöne d' und e'. Außerdem hängt im Turm eine kleine Uhrschlagglocke.

## Gemeinde heute

### Lutherhaus
Am 12. Juni 1981 wurde der Grundstein für den Neubau des Gemeindehauses gelegt, welches nach Plänen der Architekten Peter Kahlcke und Bertram Steingräber erbaut wurde. Am 30. Mai 1982 wurde das Gebäude als Lutherhaus von Propst Rumold Küchenmeister eingeweiht und bietet seitdem Raum für gemeindliche und kulturelle Veranstaltungen.

### Gottesdienste
Seit dem Jahr 2022 feiert die Kirchengemeinde (als erste und bisher einzige in Kiel) ihren Hauptgottesdienst stets am Vorabend des Sonntages.

### Kinder- und Jugendarbeit

#### Kindergarten
1970 wurde die Kinderstube initiiert, die im Jahr 2001 in Kindergarten umbenannt wurde. Das Außengelände wurde umgestaltet und im Zuge eines Gemeindeprojektes in einen Kindererlebnisspielplatz umgebaut.

#### Kinderkirche
Seit 1987 wird eine neue Form des Kindergottesdienstes erfolgreich praktiziert – die Kinderkirche.

#### Jugendarbeit
In Kooperation der Nachbargemeinden Jakobi und Luther findet die Jugendarbeit im Verbund statt.

### Musik

#### Posaunenchor
Seit 1913 besteht der Lutherposaunenchor und wirkt bei den unterschiedlichsten Gemeindeveranstaltungen mit. Über das Kirchenjahr verteilt gestalten Mitglieder des Chores vor den Gottesdiensten das Turmblasen von dem seit 1912 bestehenden Kirchturm.
Durch seine Nähe zur Christian Albrechts-Universität weist der Posaunenchor eine recht junge Altersstruktur auf.

## Persönlichkeiten
- Herbert Donner (1930–2016), evangelischer Theologe (Alttestamentler), Professor an der Universität Kiel
- Richard Dopheide, Träger der Bugenhagenmedaille
- Adalbert Paulsen, Landesbischof der Evangelisch-Lutherischen Landeskirche Schleswig-Holstein

## Bildmotiv
Eine Darstellung der Lutherkirche wurde als Motiv auf dem Kieler Weihnachtsbecher 2012 verwendet.